# Litochoro (stacja kolejowa)
Litochoro (grecki: Σιδηροδρομικός σταθμός Λιτοχώρου) – stacja kolejowa w Litochoro, w regionie Macedonia Środkowa, w Grecji. 
Znajduje się na wschód od miejscowości, pomiędzy Autostradą A1 i Morzem Egejskim. Jest obsługiwana przez pociągi międzymiastowe między Atenami i Salonikami OSE i od 2007 przez pociągi regionalne między Salonikami i Larisą.

## Linie kolejowe
- Pireus – Plati